# Marius Courcoul
Marius Courcoul (Château-Gontier, 1º gennaio 2007) è un calciatore francese, difensore dell'Angers.

## Carriera

### Club
È cresciuto nel settore giovanile dell'Angers, con cui ha firmato il primo contratto professionistico il 30 giugno del 2023. Ha debuttato in prima squadra il 5 agosto seguente nell'incontro di Ligue 2 perso 1-0 contro il Laval, in quella che a posteriori si rivela essere anche la sua unica presenza stagionale con la prima squadra, che a fine anno viene promossa in prima divisione, categoria in cui Courcoul esordisce nel corso della stagione 2024-2025.

### Nazionale
Ha giocato nelle nazionali giovanili francesi Under-16 ed Under-17.

## Statistiche

### Presenze e reti nei club
Statistiche aggiornate al 25 maggio 2025
| Stagione        | Squadra         | Campionato      | Campionato | Campionato | Coppe nazionali | Coppe nazionali | Coppe nazionali | Coppe continentali | Coppe continentali | Coppe continentali | Altre coppe | Altre coppe | Altre coppe | Totale | Totale | Totale |
| Stagione        | Squadra         | Comp            | Pres       | Reti       | Comp            | Pres            | Reti            | Comp               | Pres               | Reti               | Comp        | Pres        | Reti        | Pres   | Reti   |        |
| --------------- | --------------- | --------------- | ---------- | ---------- | --------------- | --------------- | --------------- | ------------------ | ------------------ | ------------------ | ----------- | ----------- | ----------- | ------ | ------ | ------ |
| 2023-2024       | Angers 2        | N2              | 5          | 0          | -               | -               | -               | -                  | -                  | -                  | -           | -           | -           | 5      | 0      |        |
| 2024-2025       | Angers 2        | N2              | 7          | 0          | -               | -               | -               | -                  | -                  | -                  | -           | -           | -           | 7      | 0      |        |
| 2023-2024       | Angers          | L2              | 1          | 0          | CF              | 0               | 0               | -                  | -                  | -                  | -           | -           | -           | 1      | 0      |        |
| 2024-2025       | Angers          | L1              | 8          | 0          | CF              | 1               | 0               | -                  | -                  | -                  | -           | -           | -           | 9      | 0      |        |
| Totale carriera | Totale carriera | Totale carriera | 21         | 0          |                 | 1               | 0               |                    | -                  | -                  |             | -           | -           | 22     | 0      |        |